# Samichlaus
Samichlaus – mocne piwo warzone w stylu podwójnego koźlaka dolnej fermentacji przez Browar Schloss Eggenberg z Austrii. 

## Charakterystyka
Piwo warzone jest jeden raz w roku, w dniu 6 grudnia, a następnie leżakowane przez 10 miesięcy. Powstaje zgodnie z tradycyjnym prawem czystości. Zawiera 32% ekstraktu oraz 14% alkoholu i tym samym jest jednym z najmocniejszych piw, jakie są regularnie warzone. Wysoka zawartość ekstraktu oraz alkoholu powodują, że piwo może być przechowywane znacznie dłużej niż standardowe piwa dolnej fermentacji, nawet ponad 5 lat. Samichlaus rozlewany jest do charakterystycznych butelek 0,33 l oraz do beczek 20 i 30 l.
Piwo Samichlaus zaczął warzyć w 1984 r. browar Hürlimann z Zurychu, który został zamknięty w 1997 r. Markę Samichlaus kupił wówczas austriacki browar Schloss Eggenberg, który ponownie rozpoczął jego warzenie w 2000 r. Nazwa piwa ze względu na swój rodowód wywodzi się ze Szwajcarii, gdzie Samichlaus oznacza Świętego Mikołaja.